# Folke Westerberg (företagsledare)
Bengt Folke Westerberg, född 19 februari 1915 i Nyköping, död 10 mars 1985 i Stockholm, var en svensk ingenjör och näringslivsperson.
Folke Westerberg var son till Charles Westerberg, som grundade Charles Westerberg & Co AB i Nyköping, senare Cewe, och bror till Hans Westerberg (född 1921). Han är farbror till Lars Westerberg och Per Westerberg. Han växte upp i Nyköping.
Han gick ut Statens elektrotekniska fackskola i Västerås 1935 och anställdes som elektroingenjör på Charles Westerberg & Co samma år. Han var verkställande direktör för företaget till omkring 1970. Han var verkställande direktör i Asea-Skandia 1970–1976 och koncernchef för Asea 1976–1980.
Han var gift från 1941 med Ann-Marie Nilsson (1917–1967) i första äktenskapet, och från 1969 med Carin Margareta Jonson (1907–1997) i andra äktenskapet.